# 벤투 안토니우 곤사우베스
벤투 안토니우 곤사우베스(포르투갈어: Bento António Gonçalves, 1902년 3월 2일 ~ 1942년 9월 11일)는 포르투갈 공산당의 서기장이자 포르투갈의 공산주의 혁명가이다. 1915년까지 리스본에서 기계 노동자로 일했으며, 해군에 징집된 이후에도 기계공으로 복무했다. 1924년 앙골라 루안다에서 노동자 연합을 조직해 노동운동을 주도했다. 그는 볼셰비키 혁명을 지지했으며, 코민테른 포르투갈 지부의 지도자로 부상했다. 1933년, 극우 독재자인 안토니우 살라자르의 비밀경찰과 이스타두 노부에게 극심하게 탄압받는 포르투갈 공산당을 위해 스페인 공산당과 연대 운동을 조직했고, 코민테른 대회에 참가했으나, 포르투갈로 돌아왔을때 이스타두 노부에게 납치되어 카보베르데의 강제 수용소에 끌려갔고, 1942년 강제 수용소에서 고문 후유증으로 사망하였다.